# Louise Zung-nyi Loh
Louise Zung-nyi Loh, förenklad kinesiska: 陆慎仪; traditionell kinesiska: 陸慎儀; pinyin: Lù Shènyí, född 10 mars 1900 i Jiangsu, Kina, död 25 april 1981 i Ohio, USA var en kinesisk matematiker, läkare och lärare. Hon undervisade i matematik och fysik i Kina mellan 1925 och 1948 och i USA efter 1948.

## Biografi
Loh föddes i Jiangsu, som är en provins i östra Kina. Hon studerade vid Ginling College 1920 och 1921, ett protestantisk universitet i Nanjing som var först i sitt slag med att ge studentexamen till kvinnliga studenter. Hon flyttade sedan till USA och fortsatte läsa vid Wellesley College i Massachusetts tills hon erlagt examen 1924.
Vid Wellesley College var Loh ordförande klubben för de kinesiska studenterna. Hon erhöll därefter en master's degree i fysik och matematik vid Cornell University i New Yörk 1925. Hennes avhandling vid Cornell University hade titeln The Effect of Temperature on the Absorption of Fluorescein (1925) och behandlade färgämnet fluorescein. Loh studerade vidare mellan 1935 och 1937 vid Oxfords universitet och gick en forskarutbildning vid University of Michigan 1952.

## Karriär
Loh undervisade i matematik och fysik mellan 1925 och 1948 vid Ginling College, Nanjing University och Hunan University. Hon tilhörde de grundande medlemmarna för Chinese Mathematical Society.

Vid Nanjingmassakern 1927 var det Loh som varnade den utländska fakulteten vid Ginling College om den fara som närmade sig. En kollega berättade: 
| ” | Det var hon som gick till varje laboratorium och klassrum och såg till att lärare från andra länder tog sig till faktultetshuset på en gång. | „ |

Loh såg också till att organisera evakueringen för dem som behövde. Hon omnämndes senare i den amerikanska missionären Minnie Vautrins dagbok, i samband med de tillsammans med Wu Yi-fang i skolans ledning diskuterade skolans framtid.
Loh återvände till USA 1948 där hon undervisade i matematik och fysik vid Wellesley College, Smith College i Northampton, Wilson College i Pennsylvania och Western College for Women i Oxford i Ohio.
Mellan 1956 och 1964 arbetade Loh som läkare vid Wright-Patterson Air Force Base i Ohio.